# アイシンシロキ
アイシンシロキ株式会社（英: Aisin Shiroki Corporation）は、愛知県豊川市に本社を置く自動車部品製造業を行う企業である。アイシンの完全子会社であり、アイシングループ主要12社の一つ。

## 概要
シートの角度・前後などの調節機能装置、窓用昇降装置、ドアロックなどの自動車用内装機能部品やドアの窓枠、モールディングなどの車体外装部品の製造・販売を国内外で展開している。また、鉄道車両用シートの製造・販売も行なっている。

## 沿革
- 1946年3月 - 東京日本橋の百貨店「白木屋（現・東急百貨店）」の子会社「白木金属工業株式会社」として設立[1]。
- 1964年12月 - 東京急行電鉄の子会社となる（東急グループの1つとなる）。
- 1970年5月 - 東京証券取引所2部に上場[1]。
- 1972年10月 - 名古屋証券取引所2部に上場[1]。
- 1973年8月 - 東京証券取引所、名古屋証券取引所各1部に指定替え[1]。
- 1988年9月 - シロキ工業株式会社へ商号変更[1]。
- 2011年4月 - 筆頭株主が東京急行電鉄からトヨタ自動車に変更。これにより、東急グループから離脱[5]。
- 2015年11月1日 - トヨタ自動車およびトヨタ紡織向けのシート骨格機構部品事業をトヨタ紡織に譲渡。なお当面はトヨタ紡織から生産委託を受ける[6][7]。
- 2016年3月4日 - 東京急行電鉄が保有全株式（議決権所有割合13.21%）を売却[8]。
- 2016年3月29日 - 上場廃止[9]。
- 2016年4月 - アイシン精機との株式交換で同社の子会社となる[10]。
- 2016年11月 - 創立70周年記念式典。
- 2019年10月 - デミング賞を受賞。
- 2023年4月1日 - 現商号に変更。

## 国内拠点
- 本社 - 愛知県豊川市千両町下ノ市場35-1（1986年10月竣工）
- 本店・藤沢工場 - 神奈川県藤沢市桐原町2（1967年1月操業開始）
- 豊川工場 - 愛知県豊川市大木町山ノ奥27（1980年10月操業開始）
- 大阪工場 - 大阪府茨木市田中町12-20（1959年12月操業開始）
- 豊田工場 - 愛知県豊田市高丘新町天王1（アイシン 新豊工場内）（2018年4月操業開始）
- 松美工業株式会社 - 愛知県豊田市篠原町敷田37-2（1961年12月設立）
- 九州シロキ株式会社 - 福岡県北九州市八幡東区大字前田1320-1（2001年8月設立）

## 海外拠点
- シロキノースアメリカ（株）（1988年3月設立）
- シロキ GA LLC（1995年6月設立）
- シロキ GT LLC（2006年6月設立）
- シロキタイランド（株）（2002年1月設立）
- 広州白木汽車零部件有限公司（2003年11月設立）
- PT. シロキインドネシア（2012年7月設立）
- シロキオートモーティブインディアPVT.LTD.（2015年7月設立）